# Evillyrics
EvilLyrics – program, który umożliwia pokazanie tekstu określonej piosenki, podczas odtwarzania jej w odtwarzaczu multimedialnym użytkownika.
Twórcy twierdzą, że program umożliwia wyszukiwanie spośród 15 mln tekstów, i współpracuje z najbardziej znanymi odtwarzaczami: Winamp, iTunes, Windows Media Player, foobar2000, RealPlayer, XMPlay, Yahoo music engine, AlbumPlayer, JetAudio, Sonique i musikCube. EvilLyrics jest darmowy, aktualnie dostępny tylko na platformę Microsoft Windows. Jako dodatek do wyświetlania tekstów, EvilLyrics oferuje również takie funkcje jak możliwość wyszukiwania akordów gitarowych, profilów AllMusic oraz obrazków okładek albumów. Dostępna jest także funkcja karaoke.